# Помадный феминизм
Пома́дный фемини́зм (англ. lipstick feminism) — разновидность феминизма третьей волны, в которой женщины поддерживают веру в то, что возможно быть феминисткой, одновременно демонстрируя женственность, будучи сексуально позитивными или участвуя в других проявлениях сексуальности, которые когда-то осуждали более ранние поколения феминисток.

## История возникновения
Появление помадного феминизма можно отнести к началу 1990-х годов. Движение возникло как ответ второй волне феминизма, которая решительно отвергала любые проявления женственности, считая, что использование макияжа и сексуальной одежды могут быть продиктованы только желаниями патриархата, но никак не свободной волей женщины.

## Философия
Помадные феминистки выступают за возможность выражения женственности и женской сексуальности, расценивая это как вызов объективации. Подобная позиция отвергает любые ограничения, касающиеся поведения женщин и их манеры одеваться, вне зависимости были ли эти ограничения навязаны патриархатом или феминизмом.

### Отношение к сексуальности
По мнению помадных феминисток, гендерные отличия — бесспорное преимущество женщины, и она имеет право им пользоваться для достижения своих целей. По сути, помадный феминизм в вопросе сексуальности ретранслирует идеи Мишеля Фуко. Фуко в своей книге «Сексуальность и власть» приравнял одно к другому, также назвав сексуальность источником власти.
Развивает идеи помадного феминизма британская социолог Кэтрин Хаким. В книге «Сладкие денежки. Мощь эротического капитала» Кэтрин вводит понятие «эротический капитал». Эротический капитал — социальная ценность индивида или группы, зависящая от их сексуальной привлекательности. Автор призывает женщин использовать свой природный эротический капитал, уверяя, что это поможет им достичь поставленных целей, чем практически дословно повторяет слова помадных феминисток.

### Отношение к порнографии
Ещё одной важной особенностью помадного феминизма является отношение к порнографии. Феминистками второй волны это явление принималось за один из способов угнетения женщин. Помадные феминистки же, напротив, признают порнографию за способность женщины выразить свою сексуальность. Они приравнивают взгляды секс-негативных феминисток к патриархальным, в этом позиция помадного феминизма полностью совпадает с позицией сексуально-либерального феминизма, которую его создательница Эллен Уиллис, выразила в своих работах: 

В нашем понимании, утверждение, что порнография — насилие над женщинами — это принцип псевдовикторианской идеи о том, что мужчины хотят секса, а женщины его терпят.Оригинальный текст (англ.)As we saw it, the claim that «pornography is violence against women» was code for the neo-Victorian idea that men want sex and women endure it.— Ellen Willis. Lust Horizons // The village voice. — 2005. — Октябрь.

### Отношение к оскорблениям

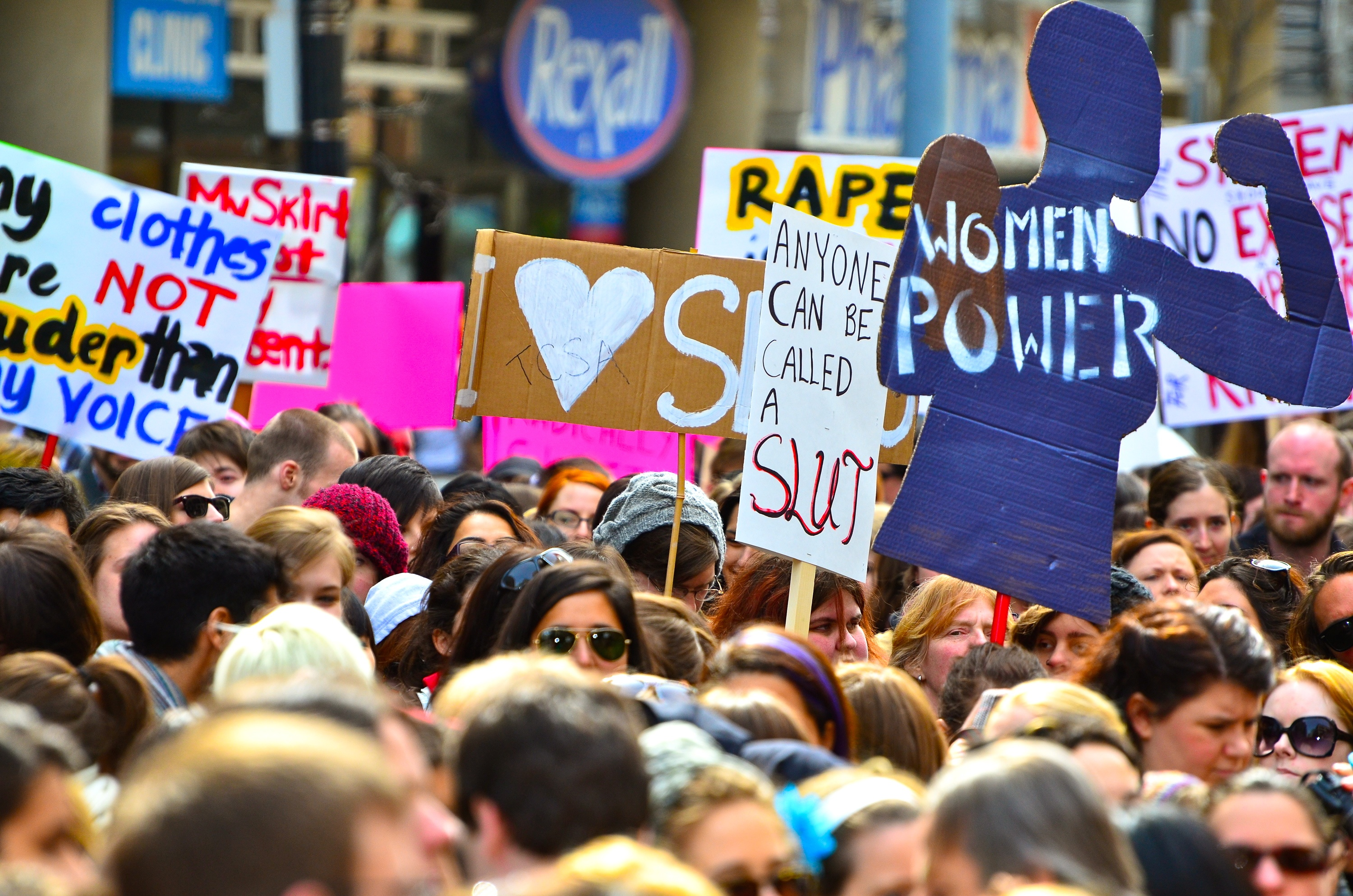
Первый парад шлюх в Торонто (3 апреля 2011)

Помадный феминизм выступил с инициативой использовать оскорбительные слова, такие как «шлюха» (англ. slut), но не с целью оскорбления, а для того, чтобы устранить социальную стигму, применяемую по отношению к женщине, чьё поведение не соответствует нормам патриархального общества.
Одним из методов, который помадные феминистки используют для достижения этой цели — это протестные акции под названием «Парад шлюх» (англ. Slutwalk). Вот, что заявляется на сайте, посвящённом самому первому параду, прошедшему в Онтарио, Канаде:

Исторически термин «шлюха» носил преимущественно негативный оттенок. Направленный на тех, кто ведет беспорядочную половую жизнь, будь то работа или отдых, в первую очередь, именно женщины страдают от бремени этого ярлыка. И вне зависимости от того, серьёзное ли это обвинение или просто легкомысленное оскорбление, намерение, всегда стоящее за этим словом — задеть, поэтому мы возвращаем себе это слово. Слово «шлюха» будет реапроприировано.Оригинальный текст (англ.)Historically, the term ‘slut’ has carried a predominantly negative connotation. Aimed at those who are sexually promiscuous, be it for work or pleasure, it has primarily been women who have suffered under the burden of this label. And whether dished out as a serious indictment of one’s character or merely as a flippant insult, the intent behind the word is always to wound, so we’re taking it back. ‘Slut’ is being re-appropriated.— http://slutwalktoronto.com/

## Критика
Помадный феминизм является поводом постоянных споров не только снаружи, но и внутри движения женщин за свои права. Многие считают, что движение — это не что иное, как дань патриархату и его традиции объективации женщин.
Также одна из причин критики помадного феминизма заключается в том, что его последовательницы концентрируют излишние внимание на судебных исках и юридических вопросах, при этом зачастую игнорируя социальные проблемы, например, такие как объективизация женщин в СМИ. В том числе, некоторые критики движения недоумевают, как помадные феминистки могут критиковать сексуализированные изображения женских тел в печатных медиа, если женщина сама сексуализирует собственное тело.
Примером такого недопонимания является скандал вокруг фотосессии Эммы Уотсон для глянцевого журнала Vanity Fair в 2017 году. На нескольких снимках у Эммы Уотсон, известной своими феминистскими взглядами, было видно часть груди. Это привело к тому, что люди со всего мира принялись обвинять актрису либо в лицемерии, либо непонимании основных принципов феминизма. Например, британская журналистка Джулия Хартли-Брюер сообщила в своём твиттере, что считает Уотсон «ещё одной невежественной знаменитостью, не понимающей, что феминизм — борьба против… женского обрезания и угнетения!», а также, что актрисе не стоит удивляться, что после таких фотосессий её не воспринимают всерьёз. Однако это как раз и является тем за что борются помадные феминистки — право на выбор и выражение своей сексуальности.

## Влияние на феминизм
Под влиянием помадного феминизма образовался ещё один вид феминизма — каблучный феминизм (англ. Stiletto feminism). В отличие от помадного он более радикален, каблучный феминизм обосновывает все занятия, основанные на красоте женского тела, в том числе стриптиз и эксгибиционизм.

## В массовой культуре
- В 57 эпизоде американского телесериала «Западное крыло» присутствует сцена, в которой героями обсуждаются достоинства помадного феминизма. Главная героиня сериала находит его расширяющим права и возможности, в отличие от секс-негативизма, который отвлекает от таких важных вопросов, как равная зарплата за равный труд и сексуальные домогательства.